# Наан, Густав Иоганнович
Густав Иоганнович Наан (эст. Gustav Naan; 17 мая 1919 — 12 января 1994) — советский философ, физик и космолог, эстонец по национальности. Академик Академии наук Эстонской ССР (1951).

## Биография
Родился в селении Лифляндском (ныне микрорайон Большого Камня), возле Владивостока, в семье эстонских переселенцев. Окончил Петровскую семилетнюю школу.
Окончил Ленинградский государственный университет в 1941 году, физик.
Участник Великой Отечественной войны, воевал в университетском партизанском отряде Виктора Дорофеева, ранен в октябре 1941 года, перешёл в Эстонский стрелковый корпус, а в 1943 году назначен начальником штаба эстонского партизанского движения. В 1943 году вступил в Компартию.
После войны окончил в 1946 году Высшую партийную школу в Москве, переехал в Эстонию, опубликовал в 1947 году книгу «Реакционная сущность идеологии эстонских буржуазных националистов», написанную в рамках тогдашних идеологических установок.
Одним из первых в СССР поддерживал теорию относительности, сначала был подвергнут критике многими авторами.
Директор Института истории АН ЭССР (1950—1951), вице-президент АН ЭССР (1951—1964). Основные работы посвящены космологии и философским проблемам астрономии. В 1964 году высказал гипотезу симметричной Вселенной, согласно которой наряду с обычным миром существует антимир. С 1966 по 1989 годы — главный редактор «Эстонской советской энциклопедии», которая стала в Эстонии очень популярной. В 1960-е и 1970-е годы получил известность за свои «нетрадиционные» взгляды в вопросах демографии, секса, разводов (разводы как «нормальное явление») и т. д. Его статья «Võim ja vaim» (1968; «Власть и разум») получила широкую известность среди эстонской либеральной интеллигенции, которая интерпретировала её как критику административно-бюрократического социализма и командной экономики. Будучи универсальным учёным, Наан часто противопоставлял то, что он рассматривал как научное понимание, «обыденному» мышлению (эст. argimõtlemine), каковое он находил у обычных людей, интеллигенции, да и носителей власти. С начала 1980-х однако всё чаще пытался использовать это как аргумент против своих новых противников, как Яан Каплинский. По мнению критиков, его вражда против некоторых эстонских интеллигентов носила уже личный характер.
В годы перестройки поддерживал Интернациональный фронт ЭССР, выступил против суверенитета Эстонии (ещё в 1980 году в ироничной статье после молодёжных протестов в Эстонии заявил, что эстонцы как народ развились только сто лет назад и исчезнут в течение «ближайших веков»).
В 2008 году режиссёр Мерле Карусоо поставила в Эстонском театре драмы спектакль «Сигма-Тау С705» по пьесе Энна Ветемаа и Эрки Ауле «Блеск и нищета академика Наана».
Внук — архитектор, сценарист и музыкант Денис Наан (род. 1974 в Москве).

## Известные цитаты
- «Буржуазно-националистическая идеология была и есть глубоко враждебна народным массам. Буржуазные националисты — кровные враги эстонского народа […]» (1947).
- «Задача интеллигенции в том, чтобы сообщать обществу неприятные новости».
- «Настоящее — это место во времени, где светлое будущее становится проклятым прошлым»[12].
- «Учёного постоянно мучает желание зайти далеко и страх зайти слишком далеко»[13].
- «Единственная главная или основная политическая цель любой власти — оставаться у власти»[14].
- «Одним из самих сладких верований массового сознания всех времен является то, что все — равные, все могут всё, компетентность — это вымысел врагов народа. Хунвэйбинство — это самая последовательная, доведённая до логического конца форма данной идеологии»[15].

## Публикации
- Наан Г. И. Симметричная Вселенная // Публикации Тартуской астрономической обсерватории. — 1964. — Т. XXXIV. — № 6.
- Наан Г. И. Власть и разум // Экономика и организация промышленного производства (ЭКО). — 1988. — № 1.
- Наан Г. И. Современный «физический» идеализм в США и Англии на службе поповщины и реакции // Вопросы философии. — 1948. — № 2.
- Наан Г. И. К вопросу о принципе относительности в физике // Вопросы философии. — 1951. — № 2.
- Наан Г. И. О современном состоянии космологической науки // Вопросы космогонии. — 1958. — № 6.
- Наан Г. И. Труды шестого совещания по вопросам космогонии. — М., 1959.
- Наан Г. И. О бесконечности вселенной // Вопросы философии. — 1961. — № 6.
- Наан Г. И. Симметричная Вселенная // Публикации Тартуской астрономической обсерватории. — 1964. — Т. XXXIV. — № 6.
- Наан Г. И. Понятие бесконечности в математике, физике и астрономии. — М., 1965.
- Наан Г. И. Гравитация и бесконечность // Философские проблемы теории тяготения Эйнштейна и релятивистской космологии / Под ред. П. С. Дышлевого, A. З. Петрова. — Киев, 1965.
- Наан Г. И. Проблемы и тенденции релятивистской космологии. — 1966.
- Наан Г. И. Типы бесконечного // Эйнштейновский сборник 1967. — М., 1967.
- Наан Г. И. Понятие бесконечности в математике и космологии // Бесконечность и Вселенная. — М., 1969.
- Наан Г. И. Казютинский В. В. Фундаментальные проблемы современной астрономии // Диалектика и современное естествознание. — М., 1970. — С. 207—232.
- Наан Г. И. К проблеме космических цивилизаций // Будущее науки. — М.: Занние, 1984.
- Наан Г. И. Понятие бесконечности в математике, физике и астрономии // Современная космология: философские горизонты. — М.: Канон+, 2011
- Некоторые статьи Г. Наана на эстонском